# Basquetebol nos Jogos Olímpicos de Verão de 1988
O basquetebol nos Jogos Olímpicos de Verão de 1988 foi realizado em Seul, na Coreia do Sul.

## Masculino
| Ouro | Prata | Bronze |
| URS União Soviética Aleksandr Volkov Tiit Sokk Sergei Tarakanov Šarūnas Marčiulionis Igors Miglieneks Valeri Tikhonenko Rimas Kurtinaitis Arvydas Sabonis Viktor Pankrashkin Valdemaras Chomičius Alexander Belostenny Valeri Goborov | YUG Iugoslávia Dražen Petrović Zdravko Radulović Zoran Čutura Toni Kukoč Žarko Paspalj Željko Obradović Jure Zdovc Stojko Vranković Vlade Divac Franjo Arapović Dino Rađa Danko Cvjetićanin | USA Estados Unidos Mitch Richmond Charles Smith IV Bimbo Coles Hersey Hawkins Jeff Grayer Charles D. Smith Willie Anderson Stacey Augmon Dan Majerle Danny Manning J. R. Reid David Robinson |

### Fase preliminar
Na primeira fase as doze equipes participantes dividiram-se em dois grupos, onde os quatro primeiros colocados de cada avançaram as quartas de final e as demais equipes partiam para a classificação de 9º a 12º lugares. Nas quartas os vencedores avançavam as semifinais e os perdedores para a classificação de 5º a 8º lugar. Os vencedores das semifinais partiam para a final e os derrotados para a disputa pela medalha de bronze.
|  | Classificados as quartas de final |  | Classificados para disputa de 9º-12º |

#### Grupo A
| Equipe                           | Pts | J | V | D | PP  | PC  |
| -------------------------------- | --- | - | - | - | --- | --- |
| 1. YUG Iugoslávia                | 9   | 5 | 4 | 1 | 465 | 384 |
| 2. URS União Soviética           | 9   | 5 | 4 | 1 | 460 | 393 |
| 3. AUS Austrália                 | 8   | 5 | 3 | 2 | 429 | 408 |
| 4. PUR Porto Rico                | 8   | 5 | 3 | 2 | 382 | 387 |
| 5. CAF República Centro-Africana | 6   | 5 | 1 | 4 | 346 | 436 |
| 6. KOR Coreia do Sul             | 5   | 5 | 0 | 5 | 384 | 461 |

| 18 de setembro            |        |                           |
| Austrália                 | 81–77  | Porto Rico                |
| República Centro-Africana | 73–70  | Coreia do Sul             |
| União Soviética           | 79–92  | Iugoslávia                |
| 20 de setembro            |        |                           |
| Coreia do Sul             | 74–79  | Porto Rico                |
| República Centro-Africana | 61–102 | Iugoslávia                |
| Austrália                 | 69–91  | União Soviética           |
| 21 de setembro            |        |                           |
| Coreia do Sul             | 92–104 | Iugoslávia                |
| Porto Rico                | 81–93  | União Soviética           |
| Austrália                 | 106–67 | República Centro-Africana |
| 23 de setembro            |        |                           |
| República Centro-Africana | 67–71  | Porto Rico                |
| Coreia do Sul             | 73–110 | União Soviética           |
| Austrália                 | 78–98  | Iugoslávia                |
| 24 de setembro            |        |                           |
| Austrália                 | 95–75  | Coreia do Sul             |
| República Centro-Africana | 78–87  | União Soviética           |
| Porto Rico                | 74–72  | Iugoslávia                |

#### Grupo B
| Equipe                | Pts | J | V | D | PP  | PC  |
| --------------------- | --- | - | - | - | --- | --- |
| 1. USA Estados Unidos | 10  | 5 | 5 | 0 | 486 | 302 |
| 2. ESP Espanha        | 9   | 5 | 4 | 1 | 484 | 435 |
| 3. BRA Brasil         | 8   | 5 | 3 | 2 | 560 | 522 |
| 4. CAN Canadá         | 7   | 5 | 2 | 3 | 479 | 455 |
| 5. CHN China          | 6   | 5 | 1 | 4 | 433 | 528 |
| 6. EGY Egito          | 5   | 5 | 0 | 5 | 338 | 568 |

| 17 de setembro |         |                |
| China          | 98–84   | Egito          |
| Brasil         | 125–109 | Canadá         |
| 18 de setembro |         |                |
| Espanha        | 53–97   | Estados Unidos |
| 20 de setembro |         |                |
| Brasil         | 130–108 | China          |
| Canadá         | 70–76   | Estados Unidos |
| Egito          | 70–113  | Espanha        |
| 21 de setembro |         |                |
| Brasil         | 87–102  | Estados Unidos |
| Canadá         | 117–64  | Egito          |
| China          | 74–106  | Espanha        |
| 23 de setembro |         |                |
| Canadá         | 84–94   | Espanha        |
| Brasil         | 138–85  | Egito          |
| China          | 57–109  | Estados Unidos |
| 24 de setembro |         |                |
| Canadá         | 99–96   | China          |
| Egito          | 35–102  | Estados Unidos |
| Brasil         | 110–118 | Espanha        |

### Fase final
|  | Quartas de final     | Quartas de final     |                      |               | Semifinais         | Semifinais     |  |  | Final                | Final |
|  |                      |                      |                      |               |                    |                |  |  |                      |       |
|  | 26 de setembro, 1988 |                      |                      |               |                    |                |  |  |                      |       |
|  |                      |                      |                      |               |                    |                |  |  |                      |       |
|  | URS União Soviética  | 110                  |                      |               |                    |                |  |  |                      |       |
|  | URS União Soviética  | 110                  | 28 de setembro, 1988 |               |                    |                |  |  |                      |       |
|  | BRA Brasil           | 105                  |                      |               |                    |                |  |  |                      |       |
|  | BRA Brasil           | 105                  | URS União Soviética  | 82            |                    |                |  |  |                      |       |
|  | 26 de setembro, 1988 |                      | URS União Soviética  | 82            |                    |                |  |  |                      |       |
|  |                      | USA Estados Unidos   | 76                   |               |                    |                |  |  |                      |       |
|  | USA Estados Unidos   | USA Estados Unidos   | 76                   | 94            |                    |                |  |  |                      |       |
|  | USA Estados Unidos   |                      | 30 de setembro, 1988 | 94            |                    |                |  |  |                      |       |
|  | PUR Porto Rico       | 57                   |                      |               |                    |                |  |  |                      |       |
|  | PUR Porto Rico       | 57                   | URS União Soviética  | 76            |                    |                |  |  |                      |       |
|  | 26 de setembro, 1988 |                      | URS União Soviética  | 76            |                    |                |  |  |                      |       |
|  |                      | YUG Iugoslávia       | 63                   |               |                    |                |  |  |                      |       |
|  | ESP Espanha          | YUG Iugoslávia       | 63                   | 74            |                    |                |  |  |                      |       |
|  | ESP Espanha          | 28 de setembro, 1988 |                      | 74            |                    |                |  |  |                      |       |
|  | AUS Austrália        | 77                   |                      |               |                    |                |  |  |                      |       |
|  | AUS Austrália        | 77                   | AUS Austrália        | 70            | Terceiro lugar     | Terceiro lugar |  |  |                      |       |
|  | 26 de setembro, 1988 |                      | AUS Austrália        | 70            | Terceiro lugar     | Terceiro lugar |  |  |                      |       |
|  |                      | YUG Iugoslávia       | 91                   |               |                    |                |  |  |                      |       |
|  | YUG Iugoslávia       | YUG Iugoslávia       | 91                   | 95            | USA Estados Unidos | 78             |  |  |                      |       |
|  | YUG Iugoslávia       |                      |                      | 95            | USA Estados Unidos | 78             |  |  |                      |       |
|  | CAN Canadá           | 73                   |                      | AUS Austrália | 49                 |                |  |  |                      |       |
|  | CAN Canadá           | 73                   |                      |               | 49                 |                |  |  |                      |       |
|  |                      |                      |                      |               |                    |                |  |  | 30 de setembro, 1988 |       |
|  |                      |                      |                      |               |                    |                |  |  |                      |       |

|  | Classificação 9º-12º lugar    | Classificação 9º-12º lugar |    |                      | 9º lugar                      | 9º lugar |  |
|  |                               |                            |    |                      |                               |          |  |
|  | 26 de setembro, 1988          |                            |    |                      |                               |          |  |
|  | CAF República Centro-Africana | 63                         |    |                      |                               |          |  |
|  | EGY Egito                     | 57                         |    |                      |                               |          |  |
|  |                               |                            |    |                      |                               |          |  |
|  |                               |                            |    |                      | 29 de setembro, 1988          |          |  |
|  |                               |                            |    |                      | CAF República Centro-Africana | 81       |  |
|  |                               | KOR Coreia do Sul          | 89 |                      |                               |          |  |
|  |                               |                            |    |                      |                               |          |  |
|  |                               |                            |    |                      |                               |          |  |
|  |                               |                            |    |                      | 11º lugar                     |          |  |
|  | 26 de setembro, 1988          | 26 de setembro, 1988       |    | 29 de setembro, 1988 | 29 de setembro, 1988          |          |  |
|  | CHN China                     | 90                         |    | EGY Egito            | 75                            |          |  |
|  | KOR Coreia do Sul             | 93                         |    |                      | CHN China                     | 97       |  |

|  | Classificação 5º-8º lugar | Classificação 5º-8º lugar |    |                      | 5º lugar             | 5º lugar |  |
|  |                           |                           |    |                      |                      |          |  |
|  | 28 de setembro, 1988      |                           |    |                      |                      |          |  |
|  | BRA Brasil                | 104                       |    |                      |                      |          |  |
|  | PUR Porto Rico            | 86                        |    |                      |                      |          |  |
|  |                           |                           |    |                      |                      |          |  |
|  |                           |                           |    |                      | 30 de setembro, 1988 |          |  |
|  |                           |                           |    |                      | BRA Brasil           | 106      |  |
|  |                           | CAN Canadá                | 90 |                      |                      |          |  |
|  |                           |                           |    |                      |                      |          |  |
|  |                           |                           |    |                      |                      |          |  |
|  |                           |                           |    |                      | 8º lugar             |          |  |
|  | 28 de setembro, 1988      | 28 de setembro, 1988      |    | 29 de setembro, 1988 | 29 de setembro, 1988 |          |  |
|  | CAN Canadá                | 96                        |    | PUR Porto Rico       | 93                   |          |  |
|  | ESP Espanha               | 91                        |    |                      | ESP Espanha          | 92       |  |

### Classificação final
| Pos.   | País                          |
| ------ | ----------------------------- |
| Ouro   | URS União Soviética           |
| Prata  | YUG Iugoslávia                |
| Bronze | USA Estados Unidos            |
| 4      | AUS Austrália                 |
| 5      | BRA Brasil                    |
| 6      | CAN Canadá                    |
| 7      | PUR Porto Rico                |
| 8      | ESP Espanha                   |
| 9      | KOR Coreia do Sul             |
| 10     | CAF República Centro-Africana |
| 11     | CHN China                     |
| 12     | EGY Egito                     |

## Feminino
| Ouro | Prata | Bronze |
| USA Estados Unidos Teresa Edwards Kamie Ethridge Cindy Brown Anne Donovan Teresa Weatherspoon Bridgette Gordon Vicky Bullett Andrea Lloyd Katrina McClain Jennifer Gillom Cynthia Cooper Suzanne McConnell | YUG Iugoslávia Stojna Vangelovska Mara Lakić Žana Lelas Eleonora Wild Kornelija Kvesić Danira Nakić Slađana Golić Polona Dornik Razija Mujanović Vesna Bajkuša Anđelija Arbutina Bojana Milošević | URS União Soviética Olga Yevkova Irina Gerlits Olesya Barel Irina Sumnikova Olga Buryakina Olga Yakovleva Irina Minkh Aleksandra Leonova Yelena Khudashova Vitalija Tuomaitė Natalya Zasulskaya Galina Savitskaya |

### Fase preliminar
Na primeira fase as oito equipes participantes dividiram-se em dois grupos, onde as duas primeiras colocados de cada avançaram as semifinais e as demais equipes partiam para a classificação de 5º a 8º lugares. As vencedoras das semifinais partiam para a final e os derrotados para a disputa pela medalha de bronze.
|  | Classificados as semifinais |  | Classificados para disputa de 5º-8º |

#### Grupo A
| Equipe                 | Pts | J | V | D | PP  | PC  |
| ---------------------- | --- | - | - | - | --- | --- |
| 1. AUS Austrália       | 5   | 3 | 2 | 1 | 178 | 196 |
| 2. URS União Soviética | 5   | 3 | 2 | 1 | 208 | 188 |
| 3. BUL Bulgária        | 4   | 3 | 1 | 2 | 217 | 241 |
| 4. KOR Coreia do Sul   | 4   | 3 | 1 | 2 | 244 | 222 |

| 19 de setembro |       |                 |
| Bulgária       | 62–91 | União Soviética |
| Austrália      | 55–91 | Coreia do Sul   |
| 22 de setembro |       |                 |
| Coreia do Sul  | 66–69 | União Soviética |
| Austrália      | 63–57 | Bulgária        |
| 25 de setembro |       |                 |
| Bulgária       | 98–87 | Coreia do Sul   |
| Austrália      | 60–48 | União Soviética |

#### Grupo B
| Equipe                | Pts | J | V | D | PP  | PC  |
| --------------------- | --- | - | - | - | --- | --- |
| 1. USA Estados Unidos | 6   | 3 | 3 | 0 | 282 | 234 |
| 2. YUG Iugoslávia     | 5   | 3 | 2 | 1 | 199 | 211 |
| 3. CHN China          | 4   | 3 | 1 | 2 | 200 | 214 |
| 4. TCH Checoslováquia | 3   | 3 | 0 | 3 | 202 | 224 |

| 19 de setembro |        |                |
| Checoslováquia | 81–87  | Estados Unidos |
| China          | 53–56  | Iugoslávia     |
| 22 de setembro |        |                |
| Estados Unidos | 101–74 | Iugoslávia     |
| China          | 68–64  | Checoslováquia |
| 25 de setembro |        |                |
| Checoslováquia | 57–69  | Iugoslávia     |
| China          | 79–94  | Estados Unidos |

### Fase final
|  | Semifinal            | Semifinal            |    |                      | Final                | Final |  |
|  |                      |                      |    |                      |                      |       |  |
|  | 27 de setembro, 1988 |                      |    |                      |                      |       |  |
|  | USA Estados Unidos   | 102                  |    |                      |                      |       |  |
|  | URS União Soviética  | 88                   |    |                      |                      |       |  |
|  |                      |                      |    |                      |                      |       |  |
|  |                      |                      |    |                      | 29 de setembro, 1988 |       |  |
|  |                      |                      |    |                      | USA Estados Unidos   | 77    |  |
|  |                      | YUG Iugoslávia       | 70 |                      |                      |       |  |
|  |                      |                      |    |                      |                      |       |  |
|  |                      |                      |    |                      |                      |       |  |
|  |                      |                      |    |                      | 3º lugar             |       |  |
|  | 27 de setembro, 1988 | 27 de setembro, 1988 |    | 28 de setembro, 1988 | 28 de setembro, 1988 |       |  |
|  | AUS Austrália        | 56                   |    | URS União Soviética  | 68                   |       |  |
|  | YUG Iugoslávia       | 57                   |    |                      | AUS Austrália        | 53    |  |

|  | Classificação 5º-8º lugar | Classificação 5º-8º lugar |    |                      | 5º lugar             | 5º lugar |  |
|  |                           |                           |    |                      |                      |          |  |
|  | 27 de setembro, 1988      |                           |    |                      |                      |          |  |
|  | BUL Bulgária              | 81                        |    |                      |                      |          |  |
|  | TCH Checoslováquia        | 78                        |    |                      |                      |          |  |
|  |                           |                           |    |                      |                      |          |  |
|  |                           |                           |    |                      | 29 de setembro, 1988 |          |  |
|  |                           |                           |    |                      | BUL Bulgária         | 102      |  |
|  |                           | CHN China                 | 74 |                      |                      |          |  |
|  |                           |                           |    |                      |                      |          |  |
|  |                           |                           |    |                      |                      |          |  |
|  |                           |                           |    |                      | 8º lugar             |          |  |
|  | 27 de setembro, 1988      | 27 de setembro, 1988      |    | 28 de setembro, 1988 | 28 de setembro, 1988 |          |  |
|  | CHN China                 | 97                        |    | TCH Checoslováquia   | 59                   |          |  |
|  | KOR Coreia do Sul         | 95                        |    |                      | KOR Coreia do Sul    | 77       |  |

### Classificação final
| Pos.   | País                |
| ------ | ------------------- |
| Ouro   | USA Estados Unidos  |
| Prata  | YUG Iugoslávia      |
| Bronze | URS União Soviética |
| 4      | AUS Austrália       |
| 5      | BUL Bulgária        |
| 6      | CHN China           |
| 7      | KOR Coreia do Sul   |
| 8      | TCH Checoslováquia  |

## Referência
- (em inglês) Relatório oficial dos Jogos Olímpicos de Seul 1988